# Stéphane Trompille
Stéphane Trompille, né le 1er décembre 1982 à Bourg-en-Bresse (Ain), est un homme politique français.
Adhérent du Parti socialiste puis de La République en marche, il est élu député dans la quatrième circonscription de l'Ain lors des élections législatives de juin 2017. Candidat à sa réélection, il est éliminé dès le premier tour des élections législatives de juin 2022.

## Vie privée
Stéphane Trompille naît en 1982 à Bourg-en-Bresse. Il est jusqu'en 2017 conseiller clientèle dans une agence bancaire du Crédit agricole. De 2015 à 2017, il est co-animateur d'un conseil citoyen à Bourg-en-Bresse, qui propose des projets d'« aménagements verts » pour la commune.

## Parcours politique
Il milite au Parti socialiste, avant de le quitter en 2016 pour rejoindre En marche, le parti politique fondé par Emmanuel Macron devenu La République en marche. Il fait partie des marcheurs de la première heure, puis il devient la même année le référent des Jeunes avec Macron dans l'Ain.

### Élections législatives de 2017
Investi par La République en marche aux élections législatives de 2017 dans la quatrième circonscription de l'Ain, il est élu au second tour avec 64,50 % des voix contre 35,50 % pour son adversaire du Front national. Il succède à Michel Voisin, député sortant Les Républicains qui ne se représente pas.

### Élections législatives de 2022
Après avoir annoncé le 11 mai 2022 sa candidature  « quoi qu'il en coûte » à sa réélection lors des législatives du 12 juin 2022, il est privé deux jours plus tard de l'investiture de son parti en raison de sa procédure judiciaire pour harcèlement sexuel. Il déclare alors maintenir sa candidature et avoir la légitimité pour se représenter. Il est cependant éliminé au premier tour en se classant cinquième avec 9,4 % des suffrages exprimés.

## Activités parlementaires
En janvier 2019, il présente avec son collègue et co-rapporteur Olivier Becht, un rapport d’information « Pour une stratégie et une défense spatiale : vers une armée de l’air et de l’Espace »,,,. Ce dernier est présenté devant la commission de la Défense nationale et des Forces armées le 15 janvier 2019,.
Lors du vote sur le retour des néonicotinoïdes en France d'octobre 2020, Stéphane Trompille s'est abstenu de vote car non convaincu par le texte et souhaitait privilégier la vigilance.
Dans le cadre de la pandémie de Covid-19 de 2020 et de la crise économique due à cette dernière, il se prononce en faveur de la réouverture des petits commerces de proximité. Il dit aussi souhaiter se mobiliser pour aider les PME dans le contexte de la fin de l'année 2020.
Selon le journal Le Progrès, « Stéphane Trompille a connu des débuts difficiles, il a pris la mesure du poste et il endossé le costume d’un député présent sur le terrain et travailleur ».

## Polémiques et affaire judiciaire

### Polémique
Le 1er décembre 2018, alors qu'il se rend à la rencontre de Gilets jaunes qui occupent le péage autoroutier d'Attignat lors de l'« acte III » du mouvement, il a une altercation avec certains d'entre eux et perd son sang froid après avoir été menacé par l'un d'entre eux. Des témoins affirment qu'il était alcoolisé, mais Stéphane Trompille se défend en indiquant qu'il n'a bu qu'un verre de vin et une bière.

### Condamnation pour harcèlement sexuel
En 2019, Stéphane Trompille est mis en cause par deux de ses anciens collaborateurs pour licenciement abusif et accusé de harcèlement sexuel, au travers de propos et messages à connotation sexuelle sur la personne de l'un des deux demandeurs. Il est jugé coupable de harcèlement sexuel le 25 mai 2020 par le conseil de prud'hommes de Bourg-en-Bresse,. Le licenciement de cette dernière est jugé nul et celui de son collaborateur « sans cause réelle et sérieuse ». Il fait appel de cette décision,,. La condamnation est confirmée en appel.